# Kålroe
Kålroe eller kålrabi (Brassica napus var. napobrassica) er en grøntsag og foderplante med en fast, gullig eller hvid rodstok, oprindelig opstået som en krydsning mellem havekål og majroe.

## Anvendelse
Kålroen er velegnet til madlavning, smagen er mild og kålagtig. Den anvendes også som kreaturfoder.
Næringsindhold pr. 100 g: Energi 150 kJ, kostfibre 2,7 g, fedt 0,2 g. Indeholder en del A og C vitamin.
I Sønderjylland har kålroen fået et dårligt ry, fordi man dér måtte overleve Første Verdenskrig på en diæt, som ikke bestod af meget andet.